# Adobe Acrobat
Adobe Acrobat是由Adobe公司所開發的電子文書處理軟體集，可用於閱讀、編輯、管理和共享PDF文檔。
一般包含如下套件：
- Adobe Acrobat，包括專業版和標準版。用於對PDF文件進行編輯、共享和管理，需要購買，而3D版本，除了專業版的功能，另外也支援立體向量圖片的轉檔。
- Acrobat Reader（2003年至2014年期间，曾使用Adobe Reader作为名称），用於閱讀PDF文件，為免費發放。

## 歷史

### 產品歷史
自90年代初，Acrobat系列產品有許多競爭對手，這些對手各自推行自家的文件格式，例如：
| 公司名                  | 軟體名           |
| ----------------------- | ---------------- |
| Binar Graphics          | AnyView          |
| No Hands Software       | Common Ground    |
| WordPerfect Corporation | Envoy            |
| NextPage                | Folio            |
| Microsoft               | Microsoft Reader |
| Farallon Computing      | Replica          |
| Interleaf               | WorldView        |

Acrobat在90年代後期成為實質上的標準格式，其它競爭產品漸漸走入歷史。這時又有許多新的競爭對手逐一出現，它們推出了其他的PDF相關軟體，其中有Ghostscript、Foxit Reader與Nitro PDF，免費或需付費版本皆有，用於建立與修改PDF檔。Adobe同時也允許第三方開發Acrobat的外掛程式，以便賦予軟體更多額外功能。

### 產品名稱
Adobe會不定期調整產品系列的名稱，也會再把產品分為不同系列、合併或停止開發。在第三版與第五版之間，標準版和專業版合併為Adobe Acrobat。現時的主要產品如下：

#### Win32及UWP應用程序
- Reader Touch（提供予Windows 8/8.1/RT/RT8.1/10，在Windows Store上架）
- Reader XI
- Acrobat XI Standard（包括Acrobat Distiller）
- Acrobat XI Pro（包括Acrobat Distiller）
- Acrobat Reader DC

#### 移動應用程序
- Reader for Android
- Reader for iOS
- Reader for Windows Phone 7
- Reader for Windows Phone 8
- Reader for  Windows 10 Mobile

#### Acrobat.com （線上服務）
- CreatePDF
- ExportPDF
- EchoSign
- FormsCentral
- Personal Storage
- SendNow
- Workspaces

Adobe從未推出Adobe Writer或Acrobat Writer，儘管Adobe曾有一個稱為PDFWriter的印表機驅動程式，與上述兩者之間毫無關連。

## 版本演進
| 版本                   | 上市日期         | 支援系統                | 更新内容 |
| ---------------------- | ---------------- | ----------------------- | --- |
| Adobe Acrobat 1        | 1993年6月15日    | DOS                     | - 支援PDF1.0版。 - 隨附Acrobat Exchange 1（包含PDF Writer印表機驅動程式與Acrobat Exchange軟體）。 - Acrobat Distiller 1.0可從Post Script建立PDF檔（此階段沒有印表機驅動程式）。 - 先推出Macintosh版，之後再推出DOS版與Windows 3.1版。 - 此版未提供零售或免費版，整套軟體連同Acrobat Reader售價為50美元。隨後IRS買下發放Reader 1.0的權力，用戶可透過IRS免費取得此軟體。 |
| Adobe Acrobat 1        | 1993年6月15日    | Windows 3.1             | - 支援PDF1.0版。 - 隨附Acrobat Exchange 1（包含PDF Writer印表機驅動程式與Acrobat Exchange軟體）。 - Acrobat Distiller 1.0可從Post Script建立PDF檔（此階段沒有印表機驅動程式）。 - 先推出Macintosh版，之後再推出DOS版與Windows 3.1版。 - 此版未提供零售或免費版，整套軟體連同Acrobat Reader售價為50美元。隨後IRS買下發放Reader 1.0的權力，用戶可透過IRS免費取得此軟體。 |
| Adobe Acrobat 1        | 1993年6月15日    | Macintosh               | - 支援PDF1.0版。 - 隨附Acrobat Exchange 1（包含PDF Writer印表機驅動程式與Acrobat Exchange軟體）。 - Acrobat Distiller 1.0可從Post Script建立PDF檔（此階段沒有印表機驅動程式）。 - 先推出Macintosh版，之後再推出DOS版與Windows 3.1版。 - 此版未提供零售或免費版，整套軟體連同Acrobat Reader售價為50美元。隨後IRS買下發放Reader 1.0的權力，用戶可透過IRS免費取得此軟體。 |
| Adobe Acrobat 2        | 1994年9月        | Windows 3.1             | - 支援PDF 1.1或更早之版本。 - 推出Acrobat Exchange 2.0。 - 推出Acrobat Professional 2.0，包含完整Acrobat Exchange並加上Distiller。 - 更新至2.1版本。 - 首次推出Acrobat Catalog，採用Verity, Inc.技術，可在PDF中建立搜尋索引。而搜尋功能需特殊版本的Acrobat Reader或Acrobat Exchange。 |
| Adobe Acrobat 2        | 1994年9月        | Macintosh               | - 支援PDF 1.1或更早之版本。 - 推出Acrobat Exchange 2.0。 - 推出Acrobat Professional 2.0，包含完整Acrobat Exchange並加上Distiller。 - 更新至2.1版本。 - 首次推出Acrobat Catalog，採用Verity, Inc.技術，可在PDF中建立搜尋索引。而搜尋功能需特殊版本的Acrobat Reader或Acrobat Exchange。 |
| Adobe Acrobat 3        | 1996年11月       | Windows 95              | - 可在瀏覽器中顯示PDF文件 - 支援表格填寫功能。 - 支援PDF1.2或更早之版本。 - 免費的Reader可支援搜尋功能，但非預設的下載版本。 - Acrobat 3.0：取代Acrobat Professional 2.1。此版包含Acrobat Catalog與Distiller印表機驅動程式。 - 更新至3.02版本；3.02版推出進階表格功能與JavaScript。 - Windows 3.1的最終版本 |
| Adobe Acrobat 3        | 1996年11月       | Windows 3.1             | - 可在瀏覽器中顯示PDF文件 - 支援表格填寫功能。 - 支援PDF1.2或更早之版本。 - 免費的Reader可支援搜尋功能，但非預設的下載版本。 - Acrobat 3.0：取代Acrobat Professional 2.1。此版包含Acrobat Catalog與Distiller印表機驅動程式。 - 更新至3.02版本；3.02版推出進階表格功能與JavaScript。 - Windows 3.1的最終版本 |
| Adobe Acrobat 3        | 1996年11月       | Mac OS                  | - 可在瀏覽器中顯示PDF文件 - 支援表格填寫功能。 - 支援PDF1.2或更早之版本。 - 免費的Reader可支援搜尋功能，但非預設的下載版本。 - Acrobat 3.0：取代Acrobat Professional 2.1。此版包含Acrobat Catalog與Distiller印表機驅動程式。 - 更新至3.02版本；3.02版推出進階表格功能與JavaScript。 - Windows 3.1的最終版本 |
| Adobe Acrobat 4        | 1999年4月        | Windows 95              | - 支援PDF 1.3或更早之版本。增加PKI支援與數位簽名（需外掛程式）。 - 更新至4.05版本。 - 推出Distiller Server 4.0版本，新增多用戶許可協議（Windows, Linux, Solaris）。 - Acrobat Business Tools 4.0：此為精簡版Acrobat。 |
| Adobe Acrobat 4        | 1999年4月        | Mac OS                  | - 支援PDF 1.3或更早之版本。增加PKI支援與數位簽名（需外掛程式）。 - 更新至4.05版本。 - 推出Distiller Server 4.0版本，新增多用戶許可協議（Windows, Linux, Solaris）。 - Acrobat Business Tools 4.0：此為精簡版Acrobat。 |
| Adobe Acrobat 5        | 2001年5月        | Windows 95              | - 支援PDF1.4或更早之版本。 - 從Mac版中移除Acrobat 5.0 PDFWriter。 - 更新至5.05版本，5.05是首次原生支援Mac OS X的版本，同時也可執行於Mac OS 9。 - 推出Distiller Server 5.0。 - Acrobat Approval 5.0：此為精簡版的Acrobat，針對僅需使用數位簽名與儲存表格填寫等功能的用戶。 - Acrobat Reader 5.1：支援Adobe LiveCycle Reader Extensions（當時LiveCycle Reader Extension另有其名），例如儲存表格。 - Windows 95的最終版本 |
| Adobe Acrobat 5        | 2001年5月        | Windows 98              | - 支援PDF1.4或更早之版本。 - 從Mac版中移除Acrobat 5.0 PDFWriter。 - 更新至5.05版本，5.05是首次原生支援Mac OS X的版本，同時也可執行於Mac OS 9。 - 推出Distiller Server 5.0。 - Acrobat Approval 5.0：此為精簡版的Acrobat，針對僅需使用數位簽名與儲存表格填寫等功能的用戶。 - Acrobat Reader 5.1：支援Adobe LiveCycle Reader Extensions（當時LiveCycle Reader Extension另有其名），例如儲存表格。 - Windows 95的最終版本 |
| Adobe Acrobat 5        | 2001年5月        | Mac OS 9                | - 支援PDF1.4或更早之版本。 - 從Mac版中移除Acrobat 5.0 PDFWriter。 - 更新至5.05版本，5.05是首次原生支援Mac OS X的版本，同時也可執行於Mac OS 9。 - 推出Distiller Server 5.0。 - Acrobat Approval 5.0：此為精簡版的Acrobat，針對僅需使用數位簽名與儲存表格填寫等功能的用戶。 - Acrobat Reader 5.1：支援Adobe LiveCycle Reader Extensions（當時LiveCycle Reader Extension另有其名），例如儲存表格。 - Windows 95的最終版本 |
| Adobe Acrobat 5        | 2001年5月        | Mac OS X                | - 支援PDF1.4或更早之版本。 - 從Mac版中移除Acrobat 5.0 PDFWriter。 - 更新至5.05版本，5.05是首次原生支援Mac OS X的版本，同時也可執行於Mac OS 9。 - 推出Distiller Server 5.0。 - Acrobat Approval 5.0：此為精簡版的Acrobat，針對僅需使用數位簽名與儲存表格填寫等功能的用戶。 - Acrobat Reader 5.1：支援Adobe LiveCycle Reader Extensions（當時LiveCycle Reader Extension另有其名），例如儲存表格。 - Windows 95的最終版本 |
| Adobe Acrobat 6        | 2003年4月        | Windows NT 4.0SP6       | - 此版不支援Linux與Unix。 - 支援PDF1.5或更早之版本。此版可經由Microsoft Windows CryptoAPI支援PKI，無需另外安裝外掛程式。 - Acrobat 6.0 Professional：取代Acrobat 5.0並增加全新功能。Distriller印表機驅動程式改名為Adobe PDF、取消PDFWriter。整合新版Catalog，並且不支援舊版搜尋。 - Acrobat 6.0 Standard：內含Distriller但缺少Catalog、表格填寫和印前預檢等。 - 更新至6.0.6版本。 - 不支援Windows 95與Windows 98第一版。專業版取消支援Windows 98 SE與ME。此外從6.0起僅支援Mac OS X，不再支援MAC OS 9或更早的版本。 - Acrobat Reader改名為Adobe Reader 6.0。 - 推出Distiller Server 6.0版。 - Acrobat 6.0 Elements：僅能建立PDF，針對企業市場需求（最低授權用戶數目為1000名，只支援Windows）。 - Acrobat Elements Server 6.0：Acrobat Elements的用戶端／伺服器版本。 - 「Reading enabling」技術使Reader可在獲得許可情況下，將PDF檔儲存、簽名或註解。 |
| Adobe Acrobat 6        | 2003年4月        | Windows 2000 SP2        | - 此版不支援Linux與Unix。 - 支援PDF1.5或更早之版本。此版可經由Microsoft Windows CryptoAPI支援PKI，無需另外安裝外掛程式。 - Acrobat 6.0 Professional：取代Acrobat 5.0並增加全新功能。Distriller印表機驅動程式改名為Adobe PDF、取消PDFWriter。整合新版Catalog，並且不支援舊版搜尋。 - Acrobat 6.0 Standard：內含Distriller但缺少Catalog、表格填寫和印前預檢等。 - 更新至6.0.6版本。 - 不支援Windows 95與Windows 98第一版。專業版取消支援Windows 98 SE與ME。此外從6.0起僅支援Mac OS X，不再支援MAC OS 9或更早的版本。 - Acrobat Reader改名為Adobe Reader 6.0。 - 推出Distiller Server 6.0版。 - Acrobat 6.0 Elements：僅能建立PDF，針對企業市場需求（最低授權用戶數目為1000名，只支援Windows）。 - Acrobat Elements Server 6.0：Acrobat Elements的用戶端／伺服器版本。 - 「Reading enabling」技術使Reader可在獲得許可情況下，將PDF檔儲存、簽名或註解。 |
| Adobe Acrobat 6        | 2003年4月        | Windows XP              | - 此版不支援Linux與Unix。 - 支援PDF1.5或更早之版本。此版可經由Microsoft Windows CryptoAPI支援PKI，無需另外安裝外掛程式。 - Acrobat 6.0 Professional：取代Acrobat 5.0並增加全新功能。Distriller印表機驅動程式改名為Adobe PDF、取消PDFWriter。整合新版Catalog，並且不支援舊版搜尋。 - Acrobat 6.0 Standard：內含Distriller但缺少Catalog、表格填寫和印前預檢等。 - 更新至6.0.6版本。 - 不支援Windows 95與Windows 98第一版。專業版取消支援Windows 98 SE與ME。此外從6.0起僅支援Mac OS X，不再支援MAC OS 9或更早的版本。 - Acrobat Reader改名為Adobe Reader 6.0。 - 推出Distiller Server 6.0版。 - Acrobat 6.0 Elements：僅能建立PDF，針對企業市場需求（最低授權用戶數目為1000名，只支援Windows）。 - Acrobat Elements Server 6.0：Acrobat Elements的用戶端／伺服器版本。 - 「Reading enabling」技術使Reader可在獲得許可情況下，將PDF檔儲存、簽名或註解。 |
| Adobe Acrobat 6        | 2003年4月        | Mac OS X                | - 此版不支援Linux與Unix。 - 支援PDF1.5或更早之版本。此版可經由Microsoft Windows CryptoAPI支援PKI，無需另外安裝外掛程式。 - Acrobat 6.0 Professional：取代Acrobat 5.0並增加全新功能。Distriller印表機驅動程式改名為Adobe PDF、取消PDFWriter。整合新版Catalog，並且不支援舊版搜尋。 - Acrobat 6.0 Standard：內含Distriller但缺少Catalog、表格填寫和印前預檢等。 - 更新至6.0.6版本。 - 不支援Windows 95與Windows 98第一版。專業版取消支援Windows 98 SE與ME。此外從6.0起僅支援Mac OS X，不再支援MAC OS 9或更早的版本。 - Acrobat Reader改名為Adobe Reader 6.0。 - 推出Distiller Server 6.0版。 - Acrobat 6.0 Elements：僅能建立PDF，針對企業市場需求（最低授權用戶數目為1000名，只支援Windows）。 - Acrobat Elements Server 6.0：Acrobat Elements的用戶端／伺服器版本。 - 「Reading enabling」技術使Reader可在獲得許可情況下，將PDF檔儲存、簽名或註解。 |
| Adobe Acrobat 6        | 2003年4月        | Windows 98第二版        | - 僅支援Adobe Acrobat 6.0標準版 |
| Adobe Acrobat 6        | 2003年4月        | Windows ME              | - 僅支援Adobe Acrobat 6.0標準版 |
| Adobe Acrobat/Reader 7 | 2005年1月        | Windows 2000 SP2        | - 支援PDF1.6或更早之版本。新增支援Adobe Policy Server權限管理。 - 更新至7.1.0。 - 此版本不再支援Windows 98第二版與Windows ME。 - Acrobat 7.0 Professional：包含Adobe LiveCycle Designer 7.0（僅支援Windows），可進行XML表格設計（不同且不支援先前版本），可嵌入.u3d Universal 3D格式的3D物件。首次納入具爭議的強制產品啟動功能。 - 推出Acrobat 7.0 Standard。 - 推出Acrobat 7.0 Element（最低授權用戶數目為100名）。 - Acrobat 3D（僅提供Windows版）：包括Acrobat 7.0 Professional版的所有功能，並支援嵌入3D物件、從OpenGL軟體擷取3D物件的工具，以及將CAD文件轉成PDF物件的Adobe Acrobat 3D Toolkit。此外還包含一個可安裝於Unix的擷取工具。 - 其餘LiveCycle產品包括LiveCycle Barcoded Forms、LiveCycle Document Security、LiveCycle Reader Extensions（先前稱為Document Server for Reader Extensions，此外也有其它名稱）、LiveCycle Forms（先前稱為Form Sever）、LiveCycle Form Manager、LiveCycle Policy Server以及LiveCycle Workflow。這些產品中部分為適用於大型企業的伺服器解決方案。僅有LiveCycle Designer隨附於Acrobat Professional。 |
| Adobe Acrobat/Reader 7 | 2005年1月        | Windows XP              | - 支援PDF1.6或更早之版本。新增支援Adobe Policy Server權限管理。 - 更新至7.1.0。 - 此版本不再支援Windows 98第二版與Windows ME。 - Acrobat 7.0 Professional：包含Adobe LiveCycle Designer 7.0（僅支援Windows），可進行XML表格設計（不同且不支援先前版本），可嵌入.u3d Universal 3D格式的3D物件。首次納入具爭議的強制產品啟動功能。 - 推出Acrobat 7.0 Standard。 - 推出Acrobat 7.0 Element（最低授權用戶數目為100名）。 - Acrobat 3D（僅提供Windows版）：包括Acrobat 7.0 Professional版的所有功能，並支援嵌入3D物件、從OpenGL軟體擷取3D物件的工具，以及將CAD文件轉成PDF物件的Adobe Acrobat 3D Toolkit。此外還包含一個可安裝於Unix的擷取工具。 - 其餘LiveCycle產品包括LiveCycle Barcoded Forms、LiveCycle Document Security、LiveCycle Reader Extensions（先前稱為Document Server for Reader Extensions，此外也有其它名稱）、LiveCycle Forms（先前稱為Form Sever）、LiveCycle Form Manager、LiveCycle Policy Server以及LiveCycle Workflow。這些產品中部分為適用於大型企業的伺服器解決方案。僅有LiveCycle Designer隨附於Acrobat Professional。 |
| Adobe Acrobat/Reader 7 | 2005年1月        | Mac OS X                | - 支援PDF1.6或更早之版本。新增支援Adobe Policy Server權限管理。 - 更新至7.1.0。 - 此版本不再支援Windows 98第二版與Windows ME。 - Acrobat 7.0 Professional：包含Adobe LiveCycle Designer 7.0（僅支援Windows），可進行XML表格設計（不同且不支援先前版本），可嵌入.u3d Universal 3D格式的3D物件。首次納入具爭議的強制產品啟動功能。 - 推出Acrobat 7.0 Standard。 - 推出Acrobat 7.0 Element（最低授權用戶數目為100名）。 - Acrobat 3D（僅提供Windows版）：包括Acrobat 7.0 Professional版的所有功能，並支援嵌入3D物件、從OpenGL軟體擷取3D物件的工具，以及將CAD文件轉成PDF物件的Adobe Acrobat 3D Toolkit。此外還包含一個可安裝於Unix的擷取工具。 - 其餘LiveCycle產品包括LiveCycle Barcoded Forms、LiveCycle Document Security、LiveCycle Reader Extensions（先前稱為Document Server for Reader Extensions，此外也有其它名稱）、LiveCycle Forms（先前稱為Form Sever）、LiveCycle Form Manager、LiveCycle Policy Server以及LiveCycle Workflow。這些產品中部分為適用於大型企業的伺服器解決方案。僅有LiveCycle Designer隨附於Acrobat Professional。 |
| Adobe Acrobat/Reader 7 | 2005年1月        | Linux                   | - 僅提供Adobe Reader 7.0 |
| Adobe Acrobat/Reader 7 | 2005年1月        | Solaris（僅SPARC）      | - 僅提供Adobe Reader 7.0 |
| Adobe Acrobat/Reader 7 | 2005年1月        | HP-UX                   | - 僅提供Adobe Reader 7.0 |
| Adobe Acrobat/Reader 7 | 2005年1月        | AIX                     | - 僅提供Adobe Reader 7.0 |
| Adobe Acrobat/Reader 8 | 2006年11月       | Windows 2000            | - 支援PDF 1.7或更早的版本。 - Acrobat 8 Element（在預計2007年中上市之前，Adobe即宣布停止開發Element版本） - Acrobat Standard（只有Windows版；無Macintosh版） - Acrobat Professional - Acrobat 3D Version 8（2007年5月1日上市）。具備了嵌入PRC資料的能力：高度壓縮的幾何與表面材質檔案格式。另具備Capture 3D工具，可用於擷取OpenGL應用程式之3D內容。還有創新功能：產品生產資訊，此功能有許多CAD格式支援。 - Acrobat Connect（Acrobat家族之新成員，之前是Macromedia Breeze）：具擴展性的互動網路會議，讓企業中的每一個人都能參予的多人會議功能。 - Mac OS X版本為Universal binary，限安裝於Mac OS X 10.4或更新版本。 - Acrobat 8 Professional與Adobe Reader 8.1.1支援Microsoft Office 2007、64位元的Windows作業系統。 - 支援Linux與Solaris（SPARC）於2007年9月推出。 |
| Adobe Acrobat/Reader 8 | 2006年11月       | Windows XP              | - 支援PDF 1.7或更早的版本。 - Acrobat 8 Element（在預計2007年中上市之前，Adobe即宣布停止開發Element版本） - Acrobat Standard（只有Windows版；無Macintosh版） - Acrobat Professional - Acrobat 3D Version 8（2007年5月1日上市）。具備了嵌入PRC資料的能力：高度壓縮的幾何與表面材質檔案格式。另具備Capture 3D工具，可用於擷取OpenGL應用程式之3D內容。還有創新功能：產品生產資訊，此功能有許多CAD格式支援。 - Acrobat Connect（Acrobat家族之新成員，之前是Macromedia Breeze）：具擴展性的互動網路會議，讓企業中的每一個人都能參予的多人會議功能。 - Mac OS X版本為Universal binary，限安裝於Mac OS X 10.4或更新版本。 - Acrobat 8 Professional與Adobe Reader 8.1.1支援Microsoft Office 2007、64位元的Windows作業系統。 - 支援Linux與Solaris（SPARC）於2007年9月推出。 |
| Adobe Acrobat/Reader 8 | 2006年11月       | Mac OS X 10.4或以上     | - 支援PDF 1.7或更早的版本。 - Acrobat 8 Element（在預計2007年中上市之前，Adobe即宣布停止開發Element版本） - Acrobat Standard（只有Windows版；無Macintosh版） - Acrobat Professional - Acrobat 3D Version 8（2007年5月1日上市）。具備了嵌入PRC資料的能力：高度壓縮的幾何與表面材質檔案格式。另具備Capture 3D工具，可用於擷取OpenGL應用程式之3D內容。還有創新功能：產品生產資訊，此功能有許多CAD格式支援。 - Acrobat Connect（Acrobat家族之新成員，之前是Macromedia Breeze）：具擴展性的互動網路會議，讓企業中的每一個人都能參予的多人會議功能。 - Mac OS X版本為Universal binary，限安裝於Mac OS X 10.4或更新版本。 - Acrobat 8 Professional與Adobe Reader 8.1.1支援Microsoft Office 2007、64位元的Windows作業系統。 - 支援Linux與Solaris（SPARC）於2007年9月推出。 |
| Adobe Acrobat/Reader 8 | 2006年11月       | Windows Vista           | 由8.1版開始 |
| Adobe Acrobat/Reader 8 | 2006年11月       | Solaris(SPARC)          | 由8.1.1版開始 |
| Adobe Acrobat/Reader 9 | 2008年7月        | Windows XP              | - 支援PDF 1.7或更早的版本。Acrobat 9為支援PDF 1.7的最新版本。 - 產品系列包含以下軟體：Acrobat 9 Standard（僅提供Windows版）、Acrobat 9 Pro、Acrobat 9 Pro Extended（僅提供Windows版）。 - Pro Extended版本包括Adobe Presenter和Acrobat 3D功能。 - 讓PDF檔可進行即時同步文件閱覽與通訊功能。 - 改善了Web Capture功能，以利擷取整頁或部分的網頁轉成PDF檔。 - 與Acrobat.com相結合以便儲存與分享PDF檔案。 - 客製化PDF文件夾提供客製化排版功能，利於文件瀏覽與品牌化。 - 對兩份PDF檔案間的差異加以比對且強調。 - 可將FLV（Flash）或H.264影片置入Adobe Acrobat和Adobe Reader直接播放。 - 將各種影片格式轉存為FLV並在PDF文件中播放。 |
| Adobe Acrobat/Reader 9 | 2008年7月        | Windows Vista           | - 支援PDF 1.7或更早的版本。Acrobat 9為支援PDF 1.7的最新版本。 - 產品系列包含以下軟體：Acrobat 9 Standard（僅提供Windows版）、Acrobat 9 Pro、Acrobat 9 Pro Extended（僅提供Windows版）。 - Pro Extended版本包括Adobe Presenter和Acrobat 3D功能。 - 讓PDF檔可進行即時同步文件閱覽與通訊功能。 - 改善了Web Capture功能，以利擷取整頁或部分的網頁轉成PDF檔。 - 與Acrobat.com相結合以便儲存與分享PDF檔案。 - 客製化PDF文件夾提供客製化排版功能，利於文件瀏覽與品牌化。 - 對兩份PDF檔案間的差異加以比對且強調。 - 可將FLV（Flash）或H.264影片置入Adobe Acrobat和Adobe Reader直接播放。 - 將各種影片格式轉存為FLV並在PDF文件中播放。 |
| Adobe Acrobat/Reader 9 | 2008年7月        | Mac OS X 10.X或以上     | - 支援PDF 1.7或更早的版本。Acrobat 9為支援PDF 1.7的最新版本。 - 產品系列包含以下軟體：Acrobat 9 Standard（僅提供Windows版）、Acrobat 9 Pro、Acrobat 9 Pro Extended（僅提供Windows版）。 - Pro Extended版本包括Adobe Presenter和Acrobat 3D功能。 - 讓PDF檔可進行即時同步文件閱覽與通訊功能。 - 改善了Web Capture功能，以利擷取整頁或部分的網頁轉成PDF檔。 - 與Acrobat.com相結合以便儲存與分享PDF檔案。 - 客製化PDF文件夾提供客製化排版功能，利於文件瀏覽與品牌化。 - 對兩份PDF檔案間的差異加以比對且強調。 - 可將FLV（Flash）或H.264影片置入Adobe Acrobat和Adobe Reader直接播放。 - 將各種影片格式轉存為FLV並在PDF文件中播放。 |
| Adobe Acrobat/Reader 9 | 2008年7月        | Windows 2000            | 備註： - 系統的最終支援版本 - Linux版本自9.5.5版起至今未有再提供更新，網上流傳Adobe已經放棄Unix操作系統的軟件支援 |
| Adobe Acrobat/Reader 9 | 2008年7月        | Linux                   | 備註： - 系統的最終支援版本 - Linux版本自9.5.5版起至今未有再提供更新，網上流傳Adobe已經放棄Unix操作系統的軟件支援 |
| Adobe Reader X         | 2010年11月       | Windows XP              | - 在PDF檔案中插入Flash Player相容的視訊和互動媒體內容，即可在Adobe Reader X或Reader 9中播放。 - 自動化常式，使多步驟工作成為一個引導式動作。建立、管理、執行和共用常用步驟順序，可將之套用至單一PDF或檔案批次。 - 避免混淆並改善版本控制。讓Acrobat分析檔案並反白標示出文字和圖片改變的地方，以識別兩PDF檔案版本間的差異。 - 不論使用的平台或作業系統為何，讓Adobe Reader X或Reader 9使用者也能參與共用審核、填寫並儲存表單，並加上數位簽名與核准PDF文件。 - 為團隊成員提供一套完整的注釋與標記工具，讓每個人都能使用Adobe Reader X或Reader 9軟體參與文件審核。檢視和建立彼此的註解。追蹤進度和參與情況。 - 互動式PDF表單使用表單識別功能，將現有表單轉換為可填寫的PDF表單，或使用隨附的範本自行設計表單。收集資料並將它們匯出為試算表以進行分析。追蹤和管理回覆。 - 使用校訂工具永久刪除敏感資訊，包括特定文字和圖片、中繼資料、註解、附件、表格欄位、圖層以及書籤。 - 標準支援。建立符合PDF/A、PDF/E和PDF/X ISO標準，並修正不符合標準的文件。建立並調整文件，以確保殘障人士也能存取。 - 使用Acrobat的Adobe SendNow線上服務來傳送、分享和追蹤大型檔案。適用於Windows®的Adobe Acrobat X系列產品包含： - Adobe Acrobat X Standard - Adobe Acrobat X Pro，其中包含Adobe LiveCycle® Designer ES2 - Adobe Acrobat X套件 - Adobe Reader® X 針對Mac OS的Adobe Acrobat X系列產品包含： - Adobe Acrobat X Pro - Adobe Reader X |
| Adobe Reader X         | 2010年11月       | Windows 7 SP1           | - 在PDF檔案中插入Flash Player相容的視訊和互動媒體內容，即可在Adobe Reader X或Reader 9中播放。 - 自動化常式，使多步驟工作成為一個引導式動作。建立、管理、執行和共用常用步驟順序，可將之套用至單一PDF或檔案批次。 - 避免混淆並改善版本控制。讓Acrobat分析檔案並反白標示出文字和圖片改變的地方，以識別兩PDF檔案版本間的差異。 - 不論使用的平台或作業系統為何，讓Adobe Reader X或Reader 9使用者也能參與共用審核、填寫並儲存表單，並加上數位簽名與核准PDF文件。 - 為團隊成員提供一套完整的注釋與標記工具，讓每個人都能使用Adobe Reader X或Reader 9軟體參與文件審核。檢視和建立彼此的註解。追蹤進度和參與情況。 - 互動式PDF表單使用表單識別功能，將現有表單轉換為可填寫的PDF表單，或使用隨附的範本自行設計表單。收集資料並將它們匯出為試算表以進行分析。追蹤和管理回覆。 - 使用校訂工具永久刪除敏感資訊，包括特定文字和圖片、中繼資料、註解、附件、表格欄位、圖層以及書籤。 - 標準支援。建立符合PDF/A、PDF/E和PDF/X ISO標準，並修正不符合標準的文件。建立並調整文件，以確保殘障人士也能存取。 - 使用Acrobat的Adobe SendNow線上服務來傳送、分享和追蹤大型檔案。適用於Windows®的Adobe Acrobat X系列產品包含： - Adobe Acrobat X Standard - Adobe Acrobat X Pro，其中包含Adobe LiveCycle® Designer ES2 - Adobe Acrobat X套件 - Adobe Reader® X 針對Mac OS的Adobe Acrobat X系列產品包含： - Adobe Acrobat X Pro - Adobe Reader X |
| Adobe Reader X         | 2010年11月       | Mac OS X 10.5或以上     | - 在PDF檔案中插入Flash Player相容的視訊和互動媒體內容，即可在Adobe Reader X或Reader 9中播放。 - 自動化常式，使多步驟工作成為一個引導式動作。建立、管理、執行和共用常用步驟順序，可將之套用至單一PDF或檔案批次。 - 避免混淆並改善版本控制。讓Acrobat分析檔案並反白標示出文字和圖片改變的地方，以識別兩PDF檔案版本間的差異。 - 不論使用的平台或作業系統為何，讓Adobe Reader X或Reader 9使用者也能參與共用審核、填寫並儲存表單，並加上數位簽名與核准PDF文件。 - 為團隊成員提供一套完整的注釋與標記工具，讓每個人都能使用Adobe Reader X或Reader 9軟體參與文件審核。檢視和建立彼此的註解。追蹤進度和參與情況。 - 互動式PDF表單使用表單識別功能，將現有表單轉換為可填寫的PDF表單，或使用隨附的範本自行設計表單。收集資料並將它們匯出為試算表以進行分析。追蹤和管理回覆。 - 使用校訂工具永久刪除敏感資訊，包括特定文字和圖片、中繼資料、註解、附件、表格欄位、圖層以及書籤。 - 標準支援。建立符合PDF/A、PDF/E和PDF/X ISO標準，並修正不符合標準的文件。建立並調整文件，以確保殘障人士也能存取。 - 使用Acrobat的Adobe SendNow線上服務來傳送、分享和追蹤大型檔案。適用於Windows®的Adobe Acrobat X系列產品包含： - Adobe Acrobat X Standard - Adobe Acrobat X Pro，其中包含Adobe LiveCycle® Designer ES2 - Adobe Acrobat X套件 - Adobe Reader® X 針對Mac OS的Adobe Acrobat X系列產品包含： - Adobe Acrobat X Pro - Adobe Reader X |
| Adobe Reader X         | 2010年11月       | Windows Vista SP1或以上 | - Windows Vista最後支援版本 |
| Adobe Reader XI        | 2012年10月15日。 | Windows XP              | - 桌面版本的界面与10.0版相同。这一版本增加了一些新的功能，包括重新设计的PDF编辑功能、导出PDF文件到Microsoft PowerPoint、可用于触摸移动设备以及集成云服务。2012年10月15日，Adobe Acrobat XI正式发布。 - 这一版本支持Windows XP，但不支持Windows Vista，尽管这一系统比Windows XP迟6年发布。不支持Windows Vista的决定是因为微软将于2017年停止支持Windows Vista。除非Adobe改变其决定，否则2015年Acrobat X停止支持后，Adobe Acrobat将没有其它版本可以支持Windows Vista。与此同时，微软于2014年结束支持Windows XP，而Adobe Acrobat XI将无法达到其预定的2017年支持期限。 |
| Adobe Reader XI        | 2012年10月15日。 | Windows 7               | - 桌面版本的界面与10.0版相同。这一版本增加了一些新的功能，包括重新设计的PDF编辑功能、导出PDF文件到Microsoft PowerPoint、可用于触摸移动设备以及集成云服务。2012年10月15日，Adobe Acrobat XI正式发布。 - 这一版本支持Windows XP，但不支持Windows Vista，尽管这一系统比Windows XP迟6年发布。不支持Windows Vista的决定是因为微软将于2017年停止支持Windows Vista。除非Adobe改变其决定，否则2015年Acrobat X停止支持后，Adobe Acrobat将没有其它版本可以支持Windows Vista。与此同时，微软于2014年结束支持Windows XP，而Adobe Acrobat XI将无法达到其预定的2017年支持期限。 |
| Adobe Reader XI        | 2012年10月15日。 | Windows 8/8.1/10        | - 桌面版本的界面与10.0版相同。这一版本增加了一些新的功能，包括重新设计的PDF编辑功能、导出PDF文件到Microsoft PowerPoint、可用于触摸移动设备以及集成云服务。2012年10月15日，Adobe Acrobat XI正式发布。 - 这一版本支持Windows XP，但不支持Windows Vista，尽管这一系统比Windows XP迟6年发布。不支持Windows Vista的决定是因为微软将于2017年停止支持Windows Vista。除非Adobe改变其决定，否则2015年Acrobat X停止支持后，Adobe Acrobat将没有其它版本可以支持Windows Vista。与此同时，微软于2014年结束支持Windows XP，而Adobe Acrobat XI将无法达到其预定的2017年支持期限。 |
| Adobe Reader XI        | 2012年10月15日。 | Mac OS X 10.6或以上     | - 桌面版本的界面与10.0版相同。这一版本增加了一些新的功能，包括重新设计的PDF编辑功能、导出PDF文件到Microsoft PowerPoint、可用于触摸移动设备以及集成云服务。2012年10月15日，Adobe Acrobat XI正式发布。 - 这一版本支持Windows XP，但不支持Windows Vista，尽管这一系统比Windows XP迟6年发布。不支持Windows Vista的决定是因为微软将于2017年停止支持Windows Vista。除非Adobe改变其决定，否则2015年Acrobat X停止支持后，Adobe Acrobat将没有其它版本可以支持Windows Vista。与此同时，微软于2014年结束支持Windows XP，而Adobe Acrobat XI将无法达到其预定的2017年支持期限。 |
| Adobe Reader DC        | 2015 年 4 月     | Windows XP              | 標籤式介面增強功能（页面存档备份，存于） - 當您開啟多個標籤時，請在關閉應用程式之前進行確認（页面存档备份，存于） - 垂直方式或水平方式並排標籤（页面存档备份，存于） 共用檢視增強功能（页面存档备份，存于） - SharePoint/Office 365 網站的主機共用檢視 (Windows)（页面存档备份，存于） - 參與 Office 365 SharePoint 的檢視 (Mac OS)（页面存档备份，存于） 其他增強功能（页面存档备份，存于） - Mac 主畫面視圖（页面存档备份，存于） - 支援 Windows Threshold 2（页面存档备份，存于） - 支援 Mac Office 2016（页面存档备份，存于） |
| Adobe Reader DC        | 2015 年 4 月     | Windows 7               | 標籤式介面增強功能（页面存档备份，存于） - 當您開啟多個標籤時，請在關閉應用程式之前進行確認（页面存档备份，存于） - 垂直方式或水平方式並排標籤（页面存档备份，存于） 共用檢視增強功能（页面存档备份，存于） - SharePoint/Office 365 網站的主機共用檢視 (Windows)（页面存档备份，存于） - 參與 Office 365 SharePoint 的檢視 (Mac OS)（页面存档备份，存于） 其他增強功能（页面存档备份，存于） - Mac 主畫面視圖（页面存档备份，存于） - 支援 Windows Threshold 2（页面存档备份，存于） - 支援 Mac Office 2016（页面存档备份，存于） |
| Adobe Reader DC        | 2015 年 4 月     | Windows 8/8.1           | 標籤式介面增強功能（页面存档备份，存于） - 當您開啟多個標籤時，請在關閉應用程式之前進行確認（页面存档备份，存于） - 垂直方式或水平方式並排標籤（页面存档备份，存于） 共用檢視增強功能（页面存档备份，存于） - SharePoint/Office 365 網站的主機共用檢視 (Windows)（页面存档备份，存于） - 參與 Office 365 SharePoint 的檢視 (Mac OS)（页面存档备份，存于） 其他增強功能（页面存档备份，存于） - Mac 主畫面視圖（页面存档备份，存于） - 支援 Windows Threshold 2（页面存档备份，存于） - 支援 Mac Office 2016（页面存档备份，存于） |
| Adobe Reader DC        | 2015 年 4 月     | Windows 10              | 標籤式介面增強功能（页面存档备份，存于） - 當您開啟多個標籤時，請在關閉應用程式之前進行確認（页面存档备份，存于） - 垂直方式或水平方式並排標籤（页面存档备份，存于） 共用檢視增強功能（页面存档备份，存于） - SharePoint/Office 365 網站的主機共用檢視 (Windows)（页面存档备份，存于） - 參與 Office 365 SharePoint 的檢視 (Mac OS)（页面存档备份，存于） 其他增強功能（页面存档备份，存于） - Mac 主畫面視圖（页面存档备份，存于） - 支援 Windows Threshold 2（页面存档备份，存于） - 支援 Mac Office 2016（页面存档备份，存于） |
| Adobe Reader DC        | 2015 年 4 月     | Mac OS X 10.9或以上     | 標籤式介面增強功能（页面存档备份，存于） - 當您開啟多個標籤時，請在關閉應用程式之前進行確認（页面存档备份，存于） - 垂直方式或水平方式並排標籤（页面存档备份，存于） 共用檢視增強功能（页面存档备份，存于） - SharePoint/Office 365 網站的主機共用檢視 (Windows)（页面存档备份，存于） - 參與 Office 365 SharePoint 的檢視 (Mac OS)（页面存档备份，存于） 其他增強功能（页面存档备份，存于） - Mac 主畫面視圖（页面存档备份，存于） - 支援 Windows Threshold 2（页面存档备份，存于） - 支援 Mac Office 2016（页面存档备份，存于） |

### Reader Touch
Reader Touch是Adobe爲Windows 8/8.1/RT/RT8.1/10系統中提供的Metro版Reader應用程序，包括MacOS也有支持。
特色（自Windows Store）
- 使用您的裝置，從電子郵件、網路或任何地方快速開啟PDF文件
- 輕鬆找出您最近閱讀的文件
- 檢視受密碼保護的PDF、註釋與繪圖標記
- 檢視並新增「註解」至您的文件
- 將文字以「螢光標示」、加「刪除線」與加「底線」
- 搜尋文字以找出指定資訊
- 選取單一頁面模式或連續捲動模式
- 輕鬆放大文字或影像，方便細部檢視
- 點選「頁碼」指標即可快速移至任何頁面
- 使用書籤可直接跳至PDF文件中的任一章節
- 使用語意式縮放縮圖檢視，快速瀏覽大型文件
- 點選PDF中的連結即可開啟連結的網頁
- 使用「共用」功能可與其他應用程式共用PDF
- 可用電子郵件附件傳送PDF
- 可從Reader中列印PDF
- 填寫並儲存PDF表單